# Будинок на вулиці Краківській, 22 (Львів)
49°50′36″ пн. ш. 24°1′48″ сх. д. / 49.84333° пн. ш. 24.03000° сх. д.
Будинок на вулиці Краківській, 22 (також — Стернінська кам'яниця) — житловий будинок XVII століття, розташований у історичному центрі Львова, на вулиці Краківській. Внесений до реєстру пам'яток архітектури національного значення під охоронним № 358. 

## Історія
Кам'яниця зведена у XVII столітті, у 1667 році мала назву кам'яниця Сетковича, у 1767 році — Стернінська. Перебудована у 1891 році за проектом архітектора Івана Левинського.
За даними міського архіву, цей будинок у 1871 році належав міщанину Гершу Бодеку, у 1889 році — Озіашу Блятту, у 1916 році — Хаї Ґолді Блятт, у 1934 році — Герману і Хаї Кац.
У період Польської республіки у будинку містився ювелірний магазин Ґлянца та ательє дамських капелюхів Ґроссзанґа.
У 2002—2005 роках у будинку проводився капітальний ремонт.

## Опис

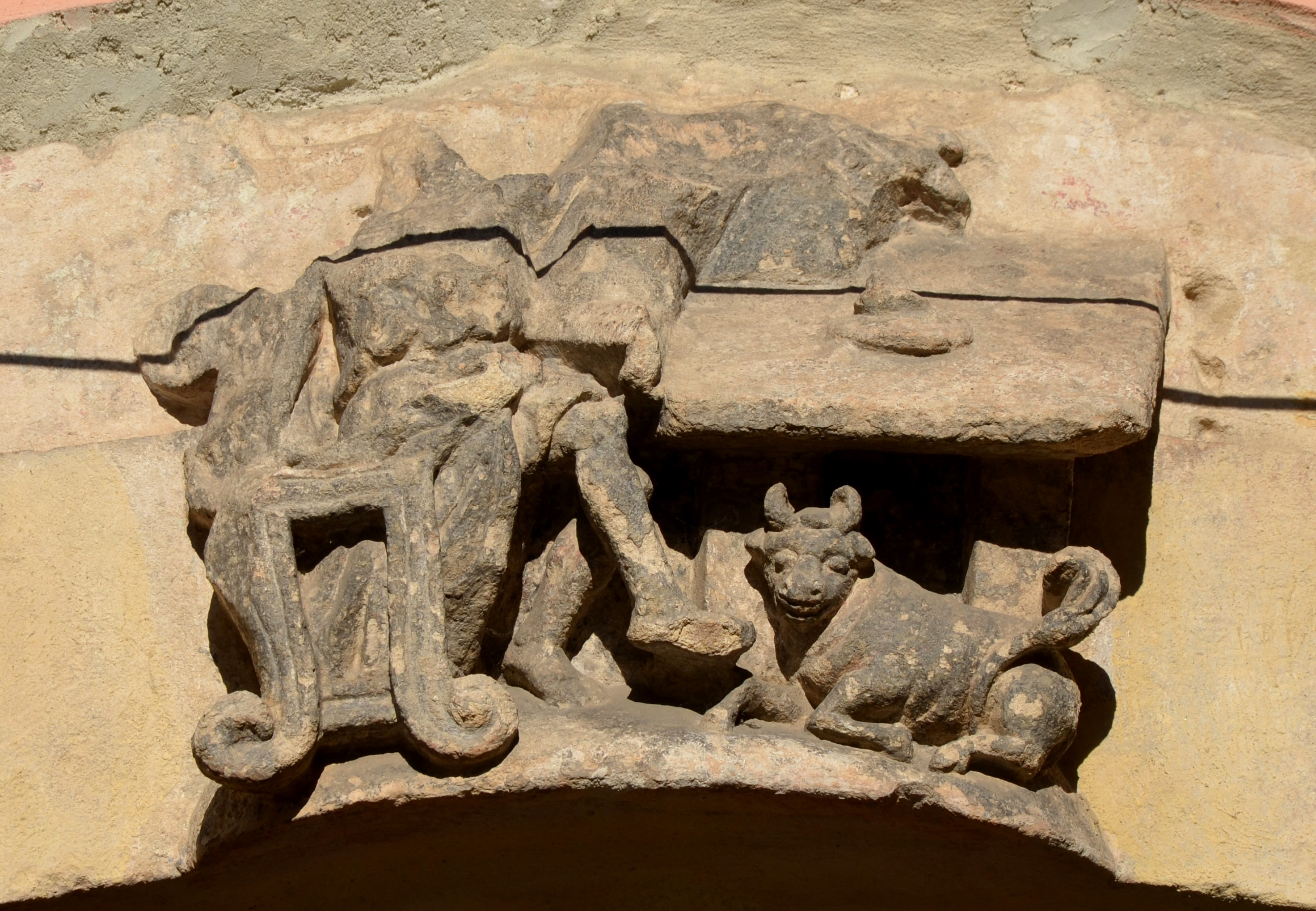
Рельєф із євангелістом Лукою

Будинок цегляний, триповерховий, видовжений у плані, має характерне для свого часу розчленування: головний будинок, подвір'я і флігель. Фасад тривіконний, тинькований, завершується карнизом із модульонами. Вікна прямокутні, фігурно оздоблені, зверху прикрашені прямокутними сандриками. Під карнизом розміщені три прямокутні слухові вікна, прикрашені замковими каменями і відокремлені від вікон третього поверху пояском.
Особливістю декору будинку є напівзруйнований рельєф над порталом, на якому зображений євангеліст Лука і його символ — телець. Ймовірно, будинок колись належав цехові живописців, адже Лука вважається покровителем малярів.